# Grummet (Film)
Grummet ist ein Abschlussfilm an der internationalen Filmschule Köln aus dem Jahr 2016. Seine Premiere feierte der Film beim Max Ophüls Preis. Regie führte Sonja Kessler.

## Handlung
Deutschland 1916: Der Erste Weltkrieg ist in vollem Gange, überall herrschen Elend, Verwesung und Zerfall. In einem kleinen Dorf kämpft Marga um ihr tägliches Überleben. Seit ihr Mann Otto im Krieg verschollen ist, hält sie sich mit dem Diebstahl von Kartoffeln und Selbstgebranntem über Wasser. In ihrer resoluten Art ist sie schnell zur Außenseiterin im Dorf geworden.
Nur der zwölfjährige Hans ist fasziniert von Marga und steigt ihr geradezu nach. Als dieses Verhalten in einen Unfall gipfelt bei dem Marga den Jungen schwer verletzt, sieht sie ihr Ende nahen. Jedoch wird sie nicht von einer bluthungrigen Meute abgeholt – der Junge hat den Mund gehalten.
Neugierig begibt sich Marga zu Hans’ Krankenbett. Der ergreift seine Chance: Jemand muss sich um ihn kümmern – und wer sollte das anderes sein als Marga? Aus der zunächst schwierigen Beziehung entwickelt sich eine Freundschaft. Marga fertigt für den Jungen sogar eine Holzprothese an, da ihm das eigene Bein abgenommen werden musste.
Die Harmonie hält nur kurz an und wird durch das Eintreffen von Hans’ älterem Bruder Friedrich jäh zerstört. Vom Krieg zerrieben und von der Eifersucht Marga gegenüber motiviert, führt Friedrich den Dorfmob an, bringt Hans dazu Marga zu verraten und ertränkt sie auf dem Dorfplatz während alle anderen zusehen.

## Hintergrund
Der Film entstand als Abschlussfilm an der internationalen Filmschule Köln im Jahr 2016 mit einem Gesamtbudget von 37.000 Euro, wovon 25.000 Euro durch die Film- und Medienstiftung NRW gestellt wurden.

## Kritik
Rüdiger Suchsland bezeichnet Jenny Schily in seinem Barometer für neue Trends als „großartig“ in diesem Film.

## Auszeichnungen
- Nominierung beim Max Ophüls Preis 2016 in der Kategorie bester mittellanger Film
- Nominierung für die beste Regie bei den Ouchy Film Awards